# سنة أولى زواج (مسلسل)
سنة أولى زواج  هو مسلسل سوري من تأليف وكتابة نعيم الحمصي، وإنتاج شركة لاند مارك، في حين تكلف بعملية الإخراج يمان إبراهيم، يمتد العمل على طول ثلاثين حلقة، وتبلغ مدة كل منها نصف ساعة.

## قصة المسلسل
يتناول المسلسل المفارقات الاجتماعية والمشكلات التي تنشب بين الزوجين مع بداية حياتهما المشتركة في إطار كوميدي بعيد عن المبالغة.
الجزء الثاني
تدور الأحداث بعد مرور عام على زواج (قصي) و(رولا) وبعد العديد من المواقف التي جمعتهما، لتبدأ مرحلة جديدة من العلاقة بينهما بها الكثير من الجدية.

## بطولة
| - يزن السيد - دانا جبر - إيمان عبد العزيز - مرح جبر - روعة ياسين - جمال العلي - محمد خير الجراح - أذينة العلي - تولين البكري - سليم صبري - طوني موسى - رشا حاضري - نسرين العلي | - تولاي هارون - فادي زغيب - سليمان قطان - سيما الذهبي - بسام دكاك - رجاء يوسف (ممثلة سورية) - رغداء هاشم - مرح زيتون - داليا الملا - فاروق الجمعات - سوار الحسن - وليد حصوه - باسل حيدر |

## وصلات خارجية
- صفحة المسلسل (سينما.كوم)
- قصة المسلسل